# Papryka chili

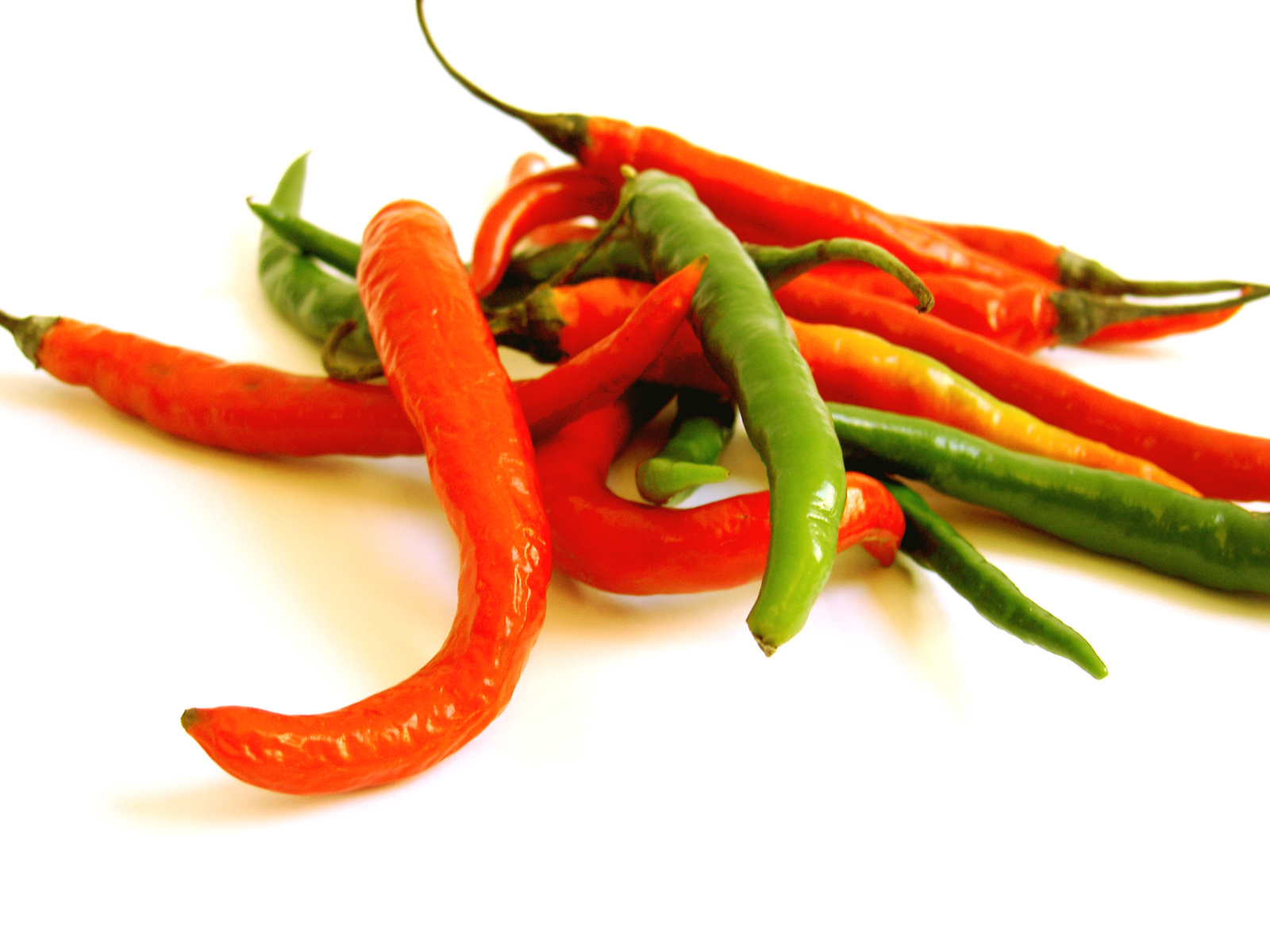
Papryczki chili

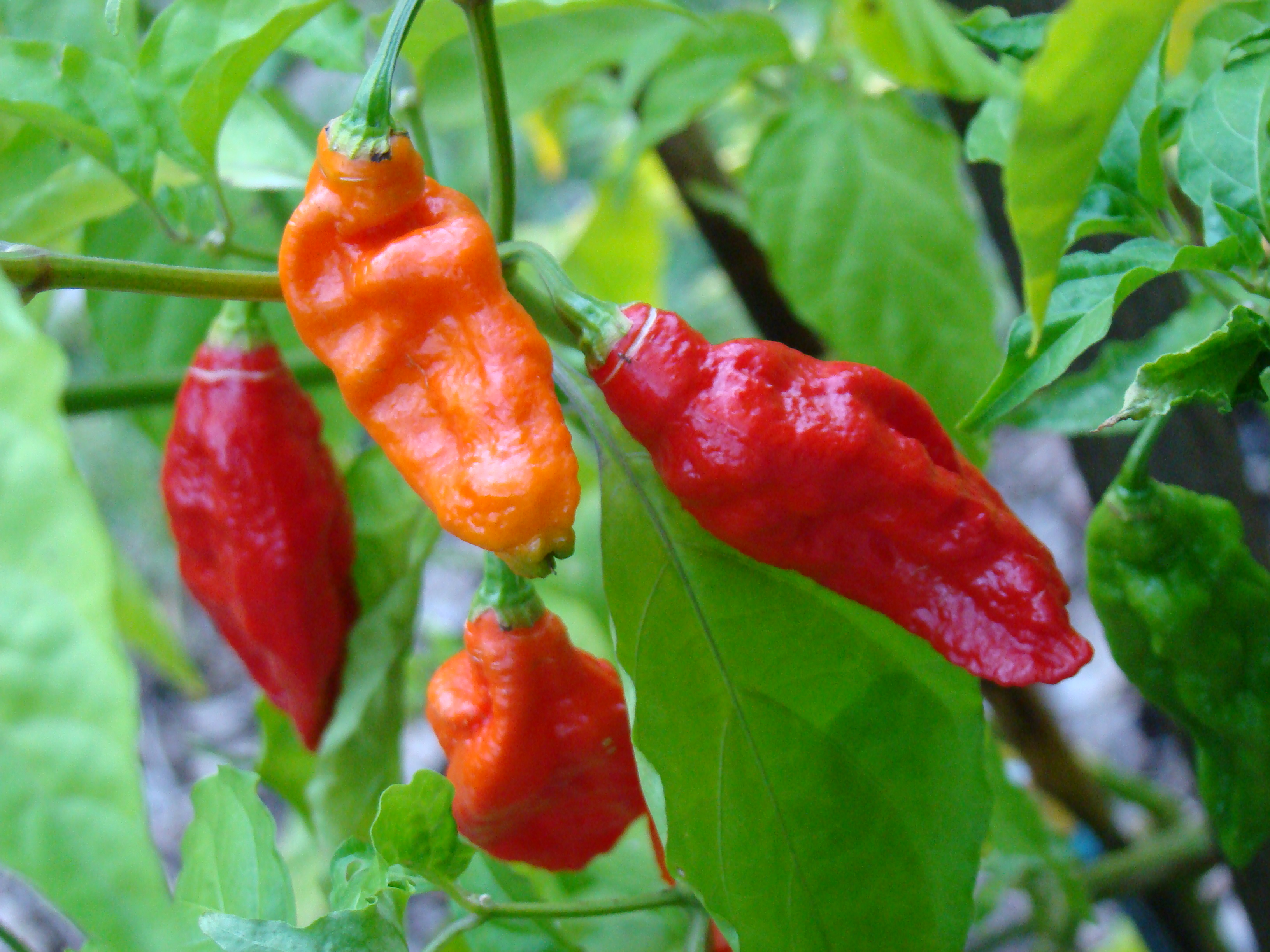
Naga Jolokia

Papryka chili, rzadziej papryczka chilli lub papryka chilli; także: chilli, rzadziej czili – ogólna nazwa, jaką określa się owoce niektórych odmian, kultywarów i mieszańców papryki (Capsicum) o bardzo ostrym smaku.

## Odmiany
Do papryk chili zalicza się m.in:
- aji – owoce niektórych kultywarów papryki jagodowej (Capsicum baccatum),
- Cayenne – świeże owoce często sprzedawane są jako „papryczki chilli”, suszone jako pieprz cayenne. Jest kultywarem papryki rocznej (Capsicum annuum),
- 'Naga Jolokia' – kultywar papryki habanero (Capsicum chinense),
- 'Jalapeño' – używana jako świeża i konserwowana, kultywar papryki rocznej,
- 'Malagueta' – pochodzi od papryki rocznej,
- 'Piri-piri' – kultywar papryki rocznej,
- 'Rocoto' – grupa kultywarów pochodzących od Capsicum pubescens,
- 'Scotch bonnet' – kultywar papryki habanero,
- 'Tabasco' – kultywar papryki rocznej, znany jest głównie jako składnik sosu Tabasco,
- 'Trinidad Scorpion Butch T' – kultywar papryki habanero

## Właściwości
Za ostry smak papryki chili odpowiada zawarta w jej owocach kapsaicyna, która ma własności drażniące i rozgrzewające skórę i błony śluzowe. Wywołuje uczucie ciepła i zaczerwienienie skóry i błon śluzowych, jednak nie powoduje ich stanu zapalnego, jak np. pieprz czy gorczyca. Silnie piekący smak, jaki odczuwamy przy doustnym spożyciu papryki chili wywołany jest przez podrażnienie zakończeń czuciowych oraz termicznych nerwów. Drogą odruchową powoduje to rozszerzenie naczyń krwionośnych błon śluzowych i skóry oraz położonych pod nimi narządów. Kapsaicyna drażni błonę śluzową żołądka, wzmaga apetyt i wydzielanie soków żołądkowych, ułatwiając trawienie. Gdy dostanie się do nosa powoduje kichanie, w krtani kaszel.
W 1912 roku została skonstruowana skala ostrości pikantnych potraw, stosowana głównie do papryk. Skala ta nosi nazwę skali Scoville’a, mierzy ona koncentrację kapsaicyny w potrawie.